# Nationaal park Krkonoše

Logo

Het nationaal park Krkonoše (Tsjechisch: Krkonošský národní park) is een nationaal park in het Reuzengebergte (Krkonoše) in Tsjechië. Het sluit aan op het nationaal park Karkonosze in Polen. Beide parken werdenin 1993 door de Unesco uitgeroepen tot biosfeerreservaat.
Krkonoše ligt op een hoogte van 528 tot 1603 meter boven zeespiegel: het hoogste punt is de top van de Sněžka, de hoogste berg van Tsjechië. Het is een berggebied dat voornamelijk bestaat uit kristallen schisten en graniet. Het herbergt sporen van de laatste ijstijd.
Het hoofdkantoor van het nationaal park is gevestigd in Vrchlabí, net buiten het park.

## Zones
Het eigenlijke park is 36.300 hectare groot. Er is een overgangszone van 18.400 hectare. Het park is onderverdeeld in drie zones, waarvoor verschillende instandhoudingsmaatregelen gelden. Zone I, met de strengste regels, beslaat 4400 hectare, zone II 4000 hectare en zone III 27900 hectare.
In zone I en II wonen zo'n 300 mensen. In de derde zone zijn dit er 5000, en in de overgangszone, waarin de plaatsen Harrachov en Špindlerův Mlýn) liggen, 21.500.

## Vegetatie
Het nationaal park kent vier vegetatiegordels, waarbij de hoogtegrenzen lager liggen dan in de Alpen.
1. Subgebergte: 400-800 meter; loofwoud en gemengd bos.
2. Gebergte: 800-1200 meter; sparwoud.
3. Subalpine: 1200-1450 meter; weiden, dennen, ijs en slijk.
4. Alpine: 1450-1602 meter; steen en toendra.

## Fauna
Er is veel bergfauna, waaronder slakkensoorten, spinnensoorten en enkele insectensoorten. Ook zijn er 240 soorten gewervelden, waaronder spitsmuizen en vleermuizen. Maar ook grotere dieren, zoals de moeflon.

## Cultuur
Het gebied herbergt sporen van de kolonisatie van het Reuzengebergte van eeuwen terug. Er zijn verschillende ruïnes, kapelletjes en kerken. Tevens zijn er in de regio musea met kunst en gebruiksvoorwerpen uit vroegere tijden.